# Guido Fanti
Guido Fanti (ur. 25 maja 1925 w Bolonii, zm. 10 lutego 2012 tamże) – włoski polityk i samorządowiec. Deputowany krajowy i senator, poseł do Parlamentu Europejskiego I i II kadencji, burmistrz Bolonii (1966–1970), prezydent Emilii-Romanii (1970–1976).

## Życiorys
Zdobył wykształcenie średnie. Studiował biologię na Uniwersytecie Bolońskim, jednak przerwał naukę ze względu na wcielenie do wojska. W 1943 zdezerterował, przechodząc do antyfaszystowskiej partyzantki. W 1945 wstąpił do Włoskiej Partii Komunistycznej, kierował komunistycznym zrzeszeniem studenckim w Bolonii. Został etatowym pracownikiem partii, aktywny także jako dziennikarz. W ramach swojego ugrupowania kierował strukturami w prowincji Bolonia i Emilii-Romanii, doszedł do członkostwa w komitecie centralnym (od 1960) i władzach centralnych (od 1965). Od 1956 był radnym miejskim Bolonii, następnie od kwietnia 1966 do lipca 1970 burmistrzem miasta. Pomiędzy lipcem 1970 a majem 1976 pozostawał pierwszym w historii prezydentem regionu Emilia-Romania. W latach 1976–1983 członek Izby Deputowanych VII i VIII kadencji, następnie do 1987 członek Senatu. W 1979 i 1989 wybierany jednocześnie posłem do Parlamentu Europejskiego, przystąpił do Grupy Sojuszu Komunistycznego i od 1984 do 1989 był wiceprzewodniczącym PE. Po rozwiązaniu PCI zakończył działalność polityczną.